# Death SS
I Death SS sono un gruppo musicale heavy metal italiano, fra i primi in Italia a praticare il genere; formatosi nel 1977 a Pesaro per poi trasferirsi a Firenze, è composto interamente da musicisti italiani, che adoperano tuttavia nomi d'arte stranieri.

## Storia

### Origini
I Death SS nascono artisticamente nel 1977 dall'incontro del cantante Steve Sylvester (pseudonimo di Stefano Silvestri) con il chitarrista e organista Paul Chain (Paolo Catena). Il nome del gruppo, le cui due "S" derivano dalle iniziali del cantante, non ha originariamente un significato preciso, ma in seguito comincerà a essere ufficialmente inteso come contrazione della dicitura «In Death of Steve Sylvester», che significa «in morte di Steve Sylvester». I due fondatori sono uniti dalla passione per il punk e gruppi come Black Sabbath, Black Widow, Alice Cooper e Kiss. A loro si uniscono tempo dopo un secondo chitarrista, Claud Galley (Claudio Galeazzi, in seguito anche al basso), il bassista Danny Hughes (Daniele Ugolini) e il batterista Tommy Chaste (Tommaso Castaldi).
Caratteristica peculiare del gruppo è l'interesse verso i temi dell'occulto e dell'orrore mutuato anche dal vasto immaginario prodotto da cinema e letteratura gotica ed applicato "visivamente" ai componenti del gruppo. I membri della band, infatti, rivestono ognuno il ruolo di un personaggio ispirato a storie del terrore (il vampiro, la morte, il negromante, il licantropo, lo zombi, la mummia) e tutte queste particolarità varranno al genere proposto dai Death SS l'appellativo di "horror music" o anche "horror metal".
I primi due anni di attività vengono spesi in parte nella ricerca di musicisti adeguati al progetto, che quindi - oltre alle indispensabili doti musicali - siano mossi da interessi analoghi e dotati della giusta attitudine e del cosiddetto phisique du role per impersonare le rispettive parti.
La prima defezione avviene infatti un anno dopo la formazione, quando Daniele Ugolini viene espulso a causa della sua dipendenza dalla droga (che lo porterà alla morte nel 1983), e sostituito con Gabriele Tommasini, che assume anch'egli lo pseudonimo di Danny Hughes per non rompere una sorta di "patto magico". Nel 1979 anche Tommaso Castaldi abbandona il gruppo per problemi personali e come sostituto viene scelto Franco Caforio, che richiamando il nome d'arte del suo predecessore si fa chiamare Thomas Chaste. L'anno ancora successivo Caforio esce dalla band, in quanto distante dalle ideologie alla base del gruppo, e al suo posto entra Thomas "Hand" Chaste (Andrea Vianelli).
La neonata formazione si fa notare esibendosi in concerti considerati scioccanti e originali: da un palco allestito con materiale trafugato da cimiteri (lapidi, teschi umani, corone funerarie, ecc.), coinvolge nella scena il pubblico con lanci di sangue, carne putrefatta, vermi e ossa e mette in scena performance irriverenti.
Per ragioni mai del tutto chiarite, Steve Sylvester abbandona il gruppo nel 1982. Paul Chain decide di far proseguire l'attività dei Death SS assieme a Galley e Chaste sostituendo Sylvester con un altro cantante, Sanctis Ghoram, prima di intraprendere la carriera solista abbracciando la musica sperimentale. Dopo la realizzazione di alcune musicassette demo e la partecipazione a due compilation (di cui la seconda, Heavy Metal Eruption del 1983, costituisce uno spaccato della scena metal italiana di quegli anni) curate da Beppe Riva, giornalista legato alla rivista Rockerilla, il debutto discografico del gruppo è previsto per il 1983 con l'uscita dell'EP Evil Metal, che però viene presto ritirato dalla pubblicazione, quando ci si rende conto della presenza di imprevisti difetti di incisione, dovuti probabilmente a un'errata masterizzazione, in tutte le copie distribuite. Il disco diviene un oggetto ricercato dai collezionisti, contribuendo ad alimentare l'alone misterioso che circola attorno al gruppo. Nel 1984, poco prima di sciogliersi durante quello stesso anno, i Death SS fanno un'apparizione televisiva all'interno della trasmissione Mister Fantasy su Raiuno, dove viene celebrato una sorta di processo all'heavy metal con Beppe Riva nei panni della difesa. Di lì a poco, i componenti del gruppo rimasti entrano a far parte di un progetto denominato Paul Chain Violet Theatre.
Nel 1987 Paul Chain fa uscire (postumo) The Story of Death SS. 1977-1984, album che raccoglie canzoni realizzate prima della dissoluzione della formazione originaria e che, secondo le sue parole, vorrebbe commemorare «un gruppo avanguardistico per quegli anni».

### Esordi
Nel frattempo Sylvester si è trasferito a Firenze e lì, nel 1988, riforma il progetto con musicisti diversi. È infatti a partire da quell'anno che ha inizio la produzione discografica ufficiale, con l'album ...in Death of Steve Sylvester, definito da parte della critica come un concept sulla paura e sul terrore.
I brani proposti in questo primo lavoro fanno parte del repertorio delle origini del gruppo e vengono ri-arrangiati e ri-registrati in studio con Andy Fois (che entra nei Death SS assumendo lo pseudonimo di Kurt Templar), chitarrista dei Sabotage. Il debutto dal vivo della nuova compagine avviene al teatro Aurora di Scandicci (FI), sempre nel 1988.
A breve distanza dall'uscita del primo disco ha luogo la realizzazione del secondo album, Black Mass (1989), contenente classici come Kings of Evil, Horrible Eyes e Cursed Mama, ancora una volta risalenti ai primi anni di attività, o la title track, e la sua uscita è accompagnata da ulteriori esibizioni anche nel nord Italia, tra cui Milano dove fanno da spalla a King Diamond.
Dopo il fallimento della Metal Master Records il gruppo firma un contratto con la Contempo Records per la realizzazione, nel 1991, dell'album Heavy Demons, con una formazione del tutto rinnovata, con la sola eccezione del cantante.
Nel 1992 il gruppo realizza poi l'album dal vivo The Cursed Concert.
Dopo alterne vicende contrattuali, il gruppo approda nel 1996 ad un accordo con la Self Distribuzione Spa, assieme alla quale Steve Sylvester fonda la Lucifer Rising Records, etichetta che lo vede impegnato anche nella funzione di direttore artistico.
Primo lavoro pubblicato dall'etichetta è la raccolta Horror Music - The Best of Death SS, doppio album con inediti, brani storici e vecchi singoli, il tutto ri-masterizzato e corredato da un libretto biografico a colori.
La successiva pubblicazione nasce dalla concentrazione dell'intero catalogo del gruppo, precedentemente frammentato su diverse etichette e di difficile reperibilità, su quattro CD a lunga durata, ciascuno contenente diverse tracce bonus.
Nel 1997 i Death SS entrano negli Academy Studios inglesi, dove, sotto la guida di Mags e di Keith Appleton (Paradise Lost, My Dying Bride, Anathema, Cradle of Filth, ecc), registrano l'album Do What Thou Wilt, caratterizzato da riff pesanti, elementi gotici, effetti horror campionati e voci femminili.
Per la sua realizzazione si inserisce stabilmente in formazione il tastierista Oleg Smirnoff (Eldritch, Vision Divine). I testi sono una sorta di concept sull'opera magico-sessuale di Aleister Crowley, da sempre uno dei maggiori fulcri di ispirazione per la filosofia della band.
A supporto del disco venne intrapreso un lungo tour, culminato con l'apparizione al festival Gods of Metal nel giugno 1998, assieme, tra gli altri, a Pantera e Black Sabbath. Alcuni frammenti di questo tour, con l'aggiunta di interviste e dei videoclip dei singoli estratti dall'album, sono stati poi pubblicati sulla VHS The Night of the Living Death SS, una sorta di documentario realizzato utilizzando le registrazioni effettuate durante il tour.

### La svolta stilistica (1999-2002)
La quasi totalità dell'anno successivo viene impiegata per la creazione del nuovo album, un ulteriore e decisivo passo in avanti per l'evoluzione stilistica della band. Potendo infatti contare su un bilancio più consistente, il gruppo chiama con sé il produttore anglo-americano Neil Kernon (Queensrÿche, Judas Priest, Dokken, Nevermore, ecc.) che segue il lavoro in ogni suo aspetto, dalla pre-produzione al missaggio finale, avvenuto in settembre presso gli studi Village Productions di Tornillo, in Texas. Nel nuovo album, i Death SS ritornano a quel genere horror music da loro stessi inventato, attingendo dalle atmosfere dei vecchi film e fumetti del terrore, miscelandole a riferimenti etnico-esoterici e moderna tecnologia "industriale".
Altro fiore all'occhiello del nuovo lavoro è la presenza del regista/poeta cileno Alejandro Jodorowsky, autore, tra l'altro, di pellicole come La montagna sacra, El Topo e Santa Sangre, che partecipa in qualità di autore ed interprete all'introduzione e alla conclusione del disco. L'opera è stata intitolata Panic (2000), in omaggio al dio Pan, nume dell'amore, dell'umorismo e della confusione. L'album, che è stato preceduto dal singolo Hi-Tech Jesus, insieme a versioni remix della title track (per la quale è stato girato un nuovo video musicale), presenta degli inediti e la reinterpretazione di Jack the Ripper, vecchio successo del compianto Screaming Lord Sutch.
In promozione a Panic è stato intrapreso un nuovo tour, culminato con la presenza dei Death SS all'annuale appuntamento estivo Gods of Metal, questa volta assieme a Testament e Slayer.
Nello stesso anno la Black Widow Records dà alle stampe il CD Beyond the Realm of Death SS, un omaggio al gruppo, in cui numerosi musicisti della scena italiana e internazionale incidono proprie interpretazioni di brani dei Death SS, risalenti soprattutto al primo periodo con Paul Chain; l'operazione avrà perfino un seguito quasi vent'anni dopo con Terror Tales - A Tribute to Death SS, cui contribuiranno artisti come Mortiis, Watain, Forgotten Tomb e L'impero delle Ombre.
Il resto dell'anno è stato speso per la realizzazione di due nuovi singoli tratti da Panic, Lady of Babylon e Let the Sabbath begin, quest'ultimo presentato in doppia confezione digipak, assieme ad un bonus CD live registrato durante l'ultimo tour, e per la successiva realizzazione di un nuovo home video/DVD con i video musicali, gli spezzoni dei concerti e le curiosità dell'ultimo periodo. Il DVD include il video del nuovo singolo Transylvania ed i brani dall'esibizione al festival Wacken Open Air 2001.
Alla fine dell'estate 2001 il gruppo conclude un accordo con i produttori David Shiffman (già con Nine Inch Nails, Rage Against the Machine, Red Hot Chili Peppers, System of a Down, ecc.) e Fab. V. Zee Grossi, la cui vasta gamma di collaborazione spazia da Ice T a George Clinton, da Steve Vai a Nina Hagen. Questa collaborazione apre una nuova visione musicale ai Death SS, le cui classiche ed inconfondibili sonorità si arricchiscono ulteriormente con influenze elettroniche e alternative metal, unite ad influenze gothic metal. Questa combinazione si manifesta nel nuovo album Humanomalies, una sorta di concept sul mondo dei freaks.

### La pausa
Dopo il tour a supporto di Humanomalies, tra la fine del 2004 e i primi mesi del 2005, la band si prende un periodo di pausa per organizzare le idee ed iniziare la composizione di un nuovo album. Questo lasso di tempo viene colmato con la stampa di una raccolta contenente anche vecchio materiale inerente alla primissima formazione della band del periodo 1977-1982: il disco è intitolato The Horned God of the Witches, come il loro primo demo del 1981.
L'iniziativa spinge il gruppo a interrompere temporaneamente le registrazioni del nuovo album per intraprendere un mini-tour in stile vintage a supporto dell'album, rifacendosi il più fedelmente possibile alle vecchie scenografie e ai primi costumi di scena.
Successivamente la band raggiunge nuovamente il produttore Fab. Vzee Grossi a Los Angeles per dare gli ultimi ritocchi al nuovo album in studio, che viene intitolato The Seventh Seal.
Il nuovo album, uscito nei primi mesi del 2006 per la Lucifer Rising/Self e distribuito in Europa dall'etichetta svedese Regain, rappresenta un ulteriore passo in avanti nell'evoluzione stilistica del progetto, dove le atmosfere orrorifiche degli esordi sono miscelate con le sonorità più dure e moderne delle ultime produzioni. In questo senso The Seventh Seal rappresenta un ponte ideale tra il passato, il presente ed il futuro della band. Al suo interno è possibile ritrovare tutti gli stilemi musicali percorsi dal gruppo nel corso della sua trentennale carriera, dal brano di apertura Give 'em Hell (usata dalla Federazione Italiana di Wrestling come sigla per i loro show) alla conclusiva title-track con Clive Jones dei Black Widow al flauto e al sax. Il CD esce anche in una versione limitata, avvolto in una pergamena sigillata da una ceralacca rossa con inciso il marchio della band.
Dopo l'uscita di The Seventh Seal, Steve Sylvester dichiara che per il momento il cammino dei Death SS è compiuto, e decide di interrompere per alcuni anni l'attività del gruppo, almeno fino a quando non vi saranno nuovi spunti musicali da perseguire.

### Il trentennale
Nel 2007, a suggello del trentesimo compleanno del gruppo, viene dato alle stampe un doppio DVD antologico confezionato a forma di bara che, attraverso video musicali, spezzoni di concerti, estratti inediti e retroscena, ripercorre alcuni momenti della sua vita, più che altro a partire dal 1988.
Sempre nello stesso anno, tramite il fan club ufficiale, vengono prodotte e distribuite le fanzine "in DEATH of Steve Sylvester", ideate da Andrew Mcflower e Roby Manini, che vantano la collaborazione dello stesso Steve Sylvester. L'opera ha sempre lo scopo di raccontare i trent'anni appena trascorsi e lo fa con interviste, articoli e racconti di alcuni membri del gruppo.
Nel marzo 2008 i Death SS riappaiono dal vivo come gruppo di punta dell'Italian Gods Of Metal, festival con solo band italiane (tra le altre, Extrema, Sadist, Necrodeath), in quello che potrebbe essere il loro spettacolo d'addio, dopo un viaggio musicale durato trent'anni e dopo aver pubblicato tutti i sette "sigilli magici" definiti così da Steve Sylvester, come una sorta di patto da lui stipulato ad inizio carriera.
I Death SS pubblicano un doppio digipak con il concerto dell'Italian Gods of Metal, contenente 10 canzoni, alcune delle quali mai pubblicate precedentemente in versione dal vivo, e sette video, tra i quali quello inedito di Black Mass. Come tracce bonus sono stati inclusi anche degli estratti dall'esibizione tenuta come gruppo principale dell'Headbangers Open Air Festival in Germania, nel luglio 2008.

### Dal 2011
Alla fine del 2011 il cantante Steve Sylvester pubblica la sua biografia, realizzata in collaborazione con il critico e giornalista Gianni Della Cioppa. Il libro è incentrato principalmente sulla sua infanzia e sul suo ingresso nella prima formazione dei Death SS. Nel 2012 viene annunciato il ritorno sulle scene della band e l'uscita dell'EP The Darkest Night, che viene pubblicato il 21 dicembre 2012 e contiene il singolo omonimo, per il quale è stato realizzato anche un video musicale. Il 14 febbraio 2013 esce un secondo video, per l'inedito Ogre's Lullaby, composto per la colonna sonora del film Paura 3D dei Manetti Bros.. Entrambi i brani fanno parte del nuovo album Resurrection la cui uscita è avvenuta il 6 giugno 2013.
Il 24 febbraio del 2022 il leader del gruppo, Steve Sylvester, annuncia la fuoriuscita dal gruppo del chitarrista Al De Noble (interpretante lo zombie, in formazione dal 2007), unitamente al bassista Glenn Strange (la mummia, nel gruppo dal 2005) e al batterista Mark Lazarus (il licantropo, unitosi alla band nel 2019 durante il tour di Rock'n Roll Armageddon, in sostituzione di Bozo Wolff), tutti per motivi personali che ormai impedivano ai tre musicisti di dedicarsi sufficientemente ai loro impegni con il progetto Death SS.
Il 4 aprile del 2022 viene pubblicata la prima foto con la formazione rinnovata, che vede affiancare al cantante Steve Sylvester e al tastierista Freddy Delirio i nuovi entrati Ghiulz alla chitarra, Demeter al basso (Whiskey Ritual) e Unam Talbot alla batteria. La nuova compagine debutta il 15 aprile 2022 in un concerto tenuto presso il Live Club di Trezzo sull'Adda (MI).
Il 31 ottobre 2024, viene divulgato un teaser del nuovo singolo, Dr. Jekyll and Sister Hyde, apripista del nuovo album dei Death SS, intitolato The Entity.

### Altre attività
Tra tutti i membri che negli anni si sono susseguiti nella band, molti hanno collaborato a dei progetti paralleli (Sancta Sanctorum, Witchfield, W.O.G.U.E. e molti altri) o intrapreso carriere da solisti (Paul Chain, Steve Sylvester, Aldo Polverari, Thomas "Hand" Chaste), alcuni dei quali hanno anche riscosso parziale successo. La band è presente nella colonna sonora del telefilm L'ispettore Coliandro (per il quale hanno fra l'altro composto l'inedita Revived), seguita fiction di Rai 2, e i suoi membri lo sono come attori nella puntata della IV stagione intitolata 666, dove interpretano loro stessi. Hanno inoltre recitato nel film horror Precognizioni (2010).

## Formazione

### Formazione
- Steve Sylvester - voce (1977-1982, dal 1987)
- Freddy Delirio - tastiere (1994-1996, dal 2005)
- Ghiulz - chitarra (dal 2022)
- Demeter - basso (dal 2022)
- Unam Talbot - batteria (dal 2022)

### Ex-cantanti
- Sanctis Ghoram (1982-1984), deceduto nel 2004.

### Ex-chitarristi
- Paul Chain (anche organo) 1977-1984
- Claud Galley  1977-1982
- Kurt Templar 1987-1991
- Cristian Wise 1988-1989
- Alberto Simonini 1989
- Kevin Reynolds 1989-1991
- Maurizio Figliolia 1989
- Jason Minelli 1991-1994
- Al Priest 1991-1994
- Vincent Phibes 1994-1997
- Felix Moon 1994-1998
- Emil Bandera 1996-2006
- Simon Garth (Nardo Lunardi) 1998
- Simon Garth (Ilario Danti) 1998
- Francis Thorn - 2007-2008
- Al De Noble 2007-2021

### Ex-bassisti
- Danny Hughes (Daniele Ugolini) 1977-1978, deceduto nel 1983.
- Danny Hughes (Gabriele Tommasini) 1978-1982
- Claud Galley 1982-1984
- Erik Landley 1988-1989
- Marc Habey 1989-1990
- Andy Barrington 1990-1993
- Judas Kenton 1994-1996
- Andrew Karloff 1997-1999
- Kaiser Sose 1999-2002
- Bob Daemon 2002-2005
- Glenn Strange 2005-2021

### Ex-batteristi
- Tommy Chaste (Tommaso Castaldi) 1977-1979
- Thomas Chaste (Franco Caforio) 1979-1980
- Thomas Hand Chaste (Andrea Vianelli) 1981-1984
- Boris Hunter 1988-1991
- Ross Lukather 1991-1997, 2005
- Anton Chaney 1997-2005
- Dave Simeone 2006-2008
- Bozo Wolf 2012-2021
- Mark Lazarus 2019-2021

### Ex-tastieristi
- Oleg Smirnoff 1997-2005

### Turnisti
- Aldo Polverari - tastiere, sintetizzatore
- Marcel Skirr - tastiere

## Discografia

### Album in studio
- 1988 - ...in Death of Steve Sylvester
- 1989 - Black Mass
- 1991 - Heavy Demons
- 1997 - Do What Thou Wilt
- 2000 - Panic
- 2002 - Humanomalies
- 2006 - The Seventh Seal
- 2013 - Resurrection
- 2018 - Rock 'n' Roll Armageddon
- 2021 - X
- 2025 - The Entity

### Demo
- 1981 - The Horned God of the Witches
- 1982 - Demo II

### EP
- 1983 - Evil Metal
- 2013 - The Darkest Night
- 2014 - Jingle Hells (in collaborazione con i Bulldozer)

### Raccolte
- 1987 - The Story of Death SS 1977-1984 (raccolta di brani registrati dalla prima formazione)
- 1995 - The Cursed Singles (box set)
- 1996 - Horror Music - The Best of Death SS
- 2003 - The 666 Box (box set)
- 2004 - The Horned God of the Witches (raccolta di vari brani tra cui inediti della primissima formazione)
- 2007 - 1977-2007 30 Years of Horror Music (doppio DVD)
- 2008 - The Story of Death SS 1977-1984 - Part Two (raccolta di brani registrati dalla prima formazione) (Cursed Coven records, ristampata nel 2010)
- 2011 - All the Colors of the Dark - The Very Best of Death SS
- 2014 - Horror Music - Vol.2 - Singles, Outtakes & Rare Tracks - 1997-2007
- 2019 - Rarities, Live & Outtakes - An Exclusive for the Cursed Coven
- 2020 - The Evil Singles - 1982 / 1997

### Live
- 1992 - The Cursed Concert
- 2001 - Let the Sabbath Begin
- 2009 - Live 2008 I-Gods of Metal
- 2017 - Beyond Resurrection

## Fanzine
- 2007 - In Death of Steve Sylvester: THE FIRST SEAL (prima e seconda stampa)
- 2007 - In Death of Steve Sylvester: THE SECOND SEAL
- 2007 - In Death of Steve Sylvester: THE THIRD SEAL
- 2007 - In Death of Steve Sylvester: THE FOURTH SEAL
- 2007 - In Death of Steve Sylvester: THE FIFTH SEAL
- 2008 - In Death of Steve Sylvester: THE SIXTH SEAL
- 2009 - In Death of Steve Sylvester: THE SEVENTH SEAL